# نور الدين محمود
نور الدين محمود مصطفى (1899-1981) الفريق الأول الركن في الجيش العراقي، رئيس وزراء العراق من 23 نوفمبر - تشرين الثاني 1952 و لغاية 29 يناير - كانون الثاني 1953 .

## الولادة والنشأة
ولد في الموصل سنة 1899، لأسرة كردية عراقية، وأنهى دراسته الابتدائية والثانوية فيها.

## دراسته
التحق بالمدرسة العسكرية في إسطنبول وتخرج فيها عام 1917. 

## مناصبه العسكرية
التحق بالجيش العراقي سنة 1921، وشغل مراكز عسكرية عديدة منها: معلم في كلية الأركان، ملحق عسكري في لندن، قائد فرقة في الجيش العراقي.
عام 1948 عُيّن قائداً للقوات العراقية المشتركة في حرب فلسطين، وتولى القيادة العامة للجيوش العربية.
أصبح رئيساً لأركان الجيش العراقي عام 1951، ورُفع إلى رتبة عميد (وهي تعادل رتبة فريق حاليا) عام 1952.

## مناصبه السياسية
إثر أحداث 23 تشرين الثاني سنة 1952م التي وقعت في العراق في مرحلة شهدت اضطرابات ومظاهرات، وكادت تودي بالنظام الملكي إلى السقوط ، اضطر البلاط الملكي متمثلاً بالوصي عبد الإله الذي أصابه الفزع من جراء الضغط الشعبي الساخط على سياسته، إلى استشارة السفير البريطاني في بغداد حول تطبيق خطته الرامية للاستعانة بالجيش وتكليفه برئاسة الحكومة فوقع اختياره على الفريق نور الدين محمود رئيس أركان الجيش المعروف بولائه للعائلة الهاشمية لكي يتولى المهمة.
وبذلك فقد عُهد إليه برئاسة الوزراء من 23 تشرين الثاني 1952 وحتى كانون الثاني 1953. فشكّل حكومة طوارئ برئاسة قائد الجيش، وبمجرد تسليمه السلطة أغلق أبواب عدد من الأحزاب، وسد عدداً من الصحف، وأعلن الأحكام العرفية، وإنزل الجيش إلى الشارع لقمع الأنتفاضة وإخمادها تماشياً مع خطة الوصي عبد الاله.
كان من ضمن مهام هذه الوزارة الإعداد لانتخابات نيابية بنظام انتخابي جديد فقامت بتعديل النظام الانتخابي من الانتخابات غير المباشرة، أي على درجتين إلى انتخابات مباشرة من درجة واحدة في 23/ 11/ 1952، وقد كان ذلك عندما قامت وزارة العدلية في 25 تشرين ثاني – نوفمبر عام 1952 بتشكيل لجنة برئاسة السيد عبد الجبار التكرلي عضو محكمة تمييز العراق، وعضوية السادة عبد الحميد رفعت، وجورج جورجي وموسى شاكر وحمدي صدر الدين للنظر في إعداد لائحة قانون انتخاب النواب بصورة مباشرة وبعد أن أنجزت المهمة أصدرته الوزارة بالمرسوم رقم 6 لسنة 1952. والذي اعتمد الانتخاب المباشر ، حيث يتولى جميع الناخبين انتخاب النواب على وفق هذا المرسوم. وعلى إثر ذلك أُجريت أول انتخابات مباشرة في العراق يوم 17/ 1/ 1953، وبمجرد إجراء الانتخابات المباشرة، قدمت وزارة نور الدين محمود استقالتها يوم 1/21/ 1953 ، أي أنها استمرت في السلطة مدة لا تزيد على الشهرين.
عُين بعدها عضواً في مجلس الأعيان 1953 ـ 1958.

## من مؤلفاته
1. إرشادات لآمري الحضائر 1934.
2. مختصر حرب فلسطين 1935 ترجمة